# تریسی هاید
تریسی هاید (انگلیسی: Tracy Hyde؛ زادهٔ ۱۶ مهٔ ۱۹۵۹) هنرپیشه اهل انگلستان است.
از فیلم‌ها یا برنامه‌های تلویزیونی که وی در آن نقش داشته‌است می‌توان به آلیس، آهنگ اشاره کرد.